# Chapelle Sainte-Thérèse de Spa
La chapelle Sainte-Thérèse-de-Lisieux est un petit édifice religieux catholique sis à la rue du Tonnelet, à Spa en Belgique. Elle fut construite en 1928 par le baron Joseph de Crawhez, et dédiée à sainte Thérèse de l'Enfant-Jésus, en reconnaissance pour une grâce obtenue.

## Histoire
Le baron Joseph de Crawhez, bourgmestre de Spa, sa femme et des amis sont victimes d’un grave accident de la route le 11 novembre 1927. Bien que gravement accidentée, et même plusieurs jours entre la vie et la mort, Mme de Crawhez se rétablit. En signe de reconnaissance vis-à-vis de sainte Thérèse de Lisieux, récemment canonisée en 1925, le baron de Crawhez décide de construire une chapelle votive en bordure de son domaine. 
La chapelle est bénite par l’évêque de Liège Louis-Joseph Kerkhofs et ouverte au culte le 14 octobre 1928. L’architecte en est Armand Micha. Le sanctuaire a été restauré en 1980, à l’occasion de son cinquantenaire.

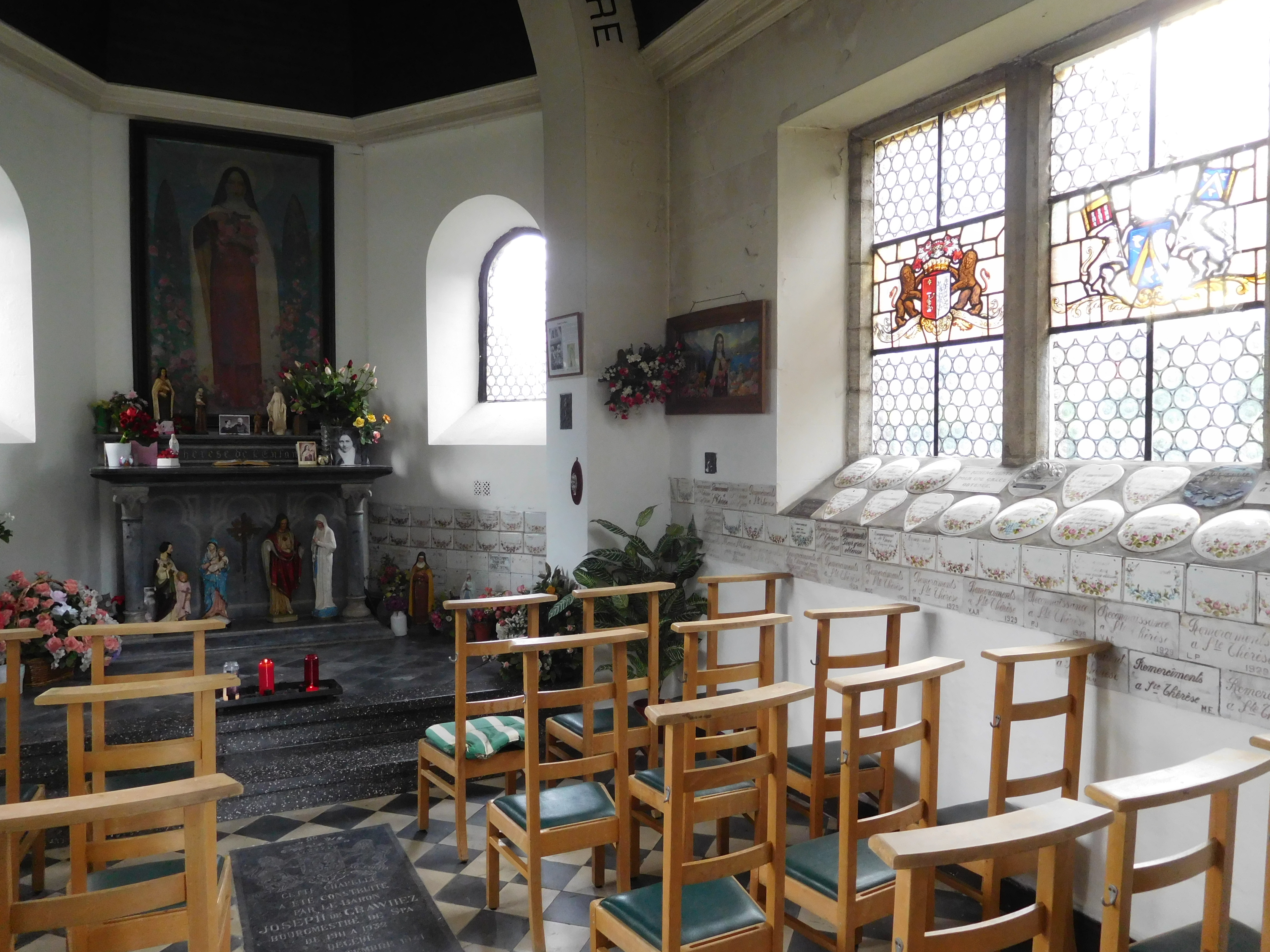
Intérieur de la chapelle

## Description
- Plusieurs vitraux portent les armoiries du baron de Crawhez. Au dessus de l’autel de marbre, se trouve une toile du peintre Jean Julémont (1904-1979). Dans une niche, des reliques de la sainte de Lisieux.
- De très nombreux ex-votos ont été rassemblés dans la chapelle, dont certains proviennent de l’église décanale Notre-Dame et Saint-Remacle du centre de la ville. Ils ont été transférés dans cette chapelle en 1950.